# Capacita Tv

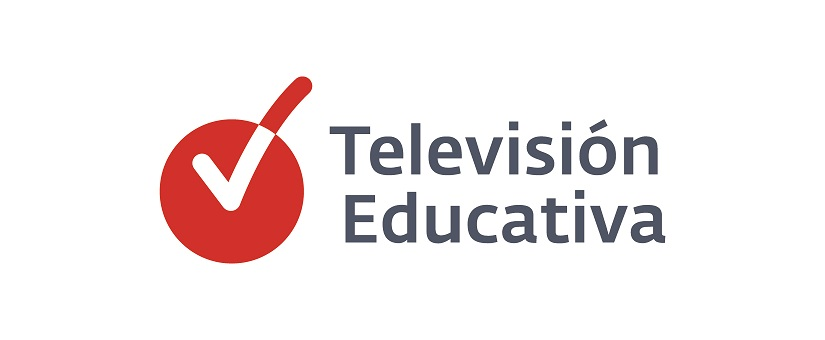

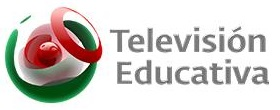

Capacita Tv (anteriormente Tv Docencia) es un canal de la Dirección General @prende.mx dependiente de la Secretaría de Educación Pública, destinado a docentes y profesionales de la educación, donde se presentan audiovisuales que favorecen la actualización pedagógica y educativa en diversas áreas del conocimiento. En el canal, se considera a los docentes como sujetos en procesos de formación continua, con la necesidad de una formación integral, por lo tanto, se complementa la programación formativa con programas culturales temáticos distintos cada mes. Se transmite en vivo desde la Ciudad de México

## Programas
- Museos y Monumentos
- Museos de México
- Expreso al arte
- Punto de fuga... ¡Vámonos de pinta!
- Mucho Corazón (Telenovela)
- Sabores de Chiapas
- ¿Que onda con el sexo?
- Festival Internacional Cervantino
- Teleseminario: Educación Ambiental y desarrollo sustentable
- Tratos y Retratos
- Transformar a las Escuelas Normales
- Educación Inicial Agentes Educativos
- México Plural
- SEPA inglés
- Noticiero México al Día